# اورنغ (آذغان)
اورنغ (بالفارسية: اورنگ) هي قرية تقع في إيران في قسم آذغان الریفي. يقدر عدد سكانها بـ 308 نسمة بحسب إحصاء 2016.